# Cleese-Wollmaki
Der Cleese-Wollmaki (Avahi cleesei) ist eine Primatenart aus der Familie der Indriartigen innerhalb der Gruppe der Lemuren.

## Merkmale
Cleese-Wollmakis erreichen eine Kopfrumpflänge von 25 bis 29 Zentimetern, wozu noch ein rund 32 Zentimeter langer Schwanz kommt. Das Gewicht beträgt rund 0,85 Kilogramm. Das Fell ist wie bei allen Wollmakis dicht und wollig, es ist an der Oberseite in einem fleckigen Graubraun und an der Unterseite grau gefärbt. Die Innenseite der Oberschenkel ist weiß, der buschige Schwanz ist beige bis graubraun. Das Gesicht ist etwas heller als die Oberseite des Kopfes und bildet wie bei den anderen Wollmakis eine kurz behaarte, maskenähnliche Form. Der obere Rand dieser Gesichtsmaske ist an der Stirn nach oben und nicht wie bei anderen Wollmakis nach unten gebogen. Die braunen Augen sind groß, die Ohren sind klein und teilweise im Fell verborgen. Die kurze Schnauze ist dunkel gefärbt.

## Verbreitung und Lebensraum

Verbreitungsgebiet (rot)

Wie alle Lemuren leben Cleese-Wollmakis nur auf Madagaskar, ihr Lebensraum sind die trockenen Laubwälder in Karstregionen an der Westküste der Insel. Bislang sind sie nur aus dem Naturreservat Tsingy de Bemaraha bekannt.

## Lebensweise
Über die Lebensweise ist relativ wenig bekannt. Sie bewegen sich in den Bäumen mit einem senkrechten Klettern und Springen fort und sind nachtaktiv, am aktivsten sind sie zwischen der Abenddämmerung und Mitternacht sowie kurz vor der Morgendämmerung. Sie leben in Familiengruppen, die sich aus einem ausgewachsenen Paar und dem gemeinsamen Nachwuchs zusammensetzen. Gruppen bewohnen Reviere von rund 2 Hektar Größe. Sie kommunizieren miteinander durch eine Reihe von Lauten. Ihre Nahrung besteht aus jungen Blättern und Knospen.

## Gefährdung
Das Verbreitungsgebiet der Cleese-Wollmakis umfasst weniger als 5000 km² – ein Wald außerhalb des Schutzgebietes, der 1994 eine nennenswerte Population beherbergte, war zehn Jahre später komplett gerodet. Aufgrund des kleinen Verbreitungsgebietes und des befürchteten weiteren Rückgangs der Population listet die IUCN die Art als „stark gefährdet“ (endangered).

## Entdeckung und Benennung
Die Art wurde von den Biologen Urs Thalmann und Thomas Geissmann im Jahr 2005 beschrieben, die ersten Sichtungen erfolgten allerdings schon 1990. Der Name ehrt den Schauspieler John Cleese, der sich für den Erhalt der Lemuren einsetzt.